# Tonight, Tonight (The Smashing Pumpkins)
Tonight, Tonight is een nummer van de Amerikaanse band The Smashing Pumpkins. Het nummer verscheen op hun studioalbum Mellon Collie and the Infinite Sadness uit 1995. Op 15 april 1996 werd het nummer uitgebracht als de vierde single van het album.

## Achtergrond
Tonight, Tonight is geschreven door zanger en gitarist Billy Corgan en geproduceerd door Flood, Alan Moulder en Corgan. Na de tournee ter promotie van het voorgaande album Siamese Dream begon Corgan met het schrijven van het volgende album. De opname van Tonight, Tonight begon echter al toen de band nog op tournee was; Corgan boekte een studio in Chicago om alle ideeën voor nummers alvast op te nemen. De strijkers op het nummer zijn ingespeeld door het Chicago Symphony Orchestra. De tekst sluit aan op de rest van het album en is vergeleken met het gedicht To the Virgins, to Make Much of Time van Robert Herrick. Corgan vertelde dat het nummer een eerbetoon is aan de band Cheap Trick vanwege de zwarte humor in de tekst en het thema.
Tonight, Tonight werd een grote hit in Nieuw-Zeeland, waar het de tweede plaats in de hitlijsten behaalde. In de Verenigde Staten kwam het niet verder dan plaats 36 in de Billboard Hot 100, maar behaalde het wel de vierde plaats in de Mainstream Rock Tracks-lijst en de vijfde plaats in de Modern Rock Tracks-lijst. In het Verenigd Koninkrijk piekte de single op plaats 7, terwijl het in Australië tot plaats 21 kwam. In Nederland behaalde het de Top 40 niet en bleef het steken op de vijfde plaats in de Tipparade, maar in de Mega Top 50 kwam het tot plaats 46. In de Vlaamse Ultratop 50 behaalde het nummer plaats 39.
In de videoclip van Tonight, Tonight, geregisseerd door Jonathan Dayton en Valerie Faris, spelen Tom Kenny en Jill Talley de hoofdrollen. De clip is geïnspireerd door de stomme film Le voyage dans la lune van Georges Méliès uit 1902. Tijdens de MTV Video Music Awards in 1996 won de clip zes categorieën:  Video of the Year, Breakthrough Video, Best Direction in a Video, Best Special Effects in a Video, Best Art Direction in a Video en Best Cinematography in a Video. In 1997 werd de clip tevens genomineerd voor een Grammy Award in de categorie Best Music Video, Short Form, maar verloor in deze categorie van Free as a Bird van The Beatles.

## Hitnoteringen

### Mega Top 50
| Hitnotering: 18-05-1996 t/m 01-06-1996 | Hitnotering: 18-05-1996 t/m 01-06-1996 | Hitnotering: 18-05-1996 t/m 01-06-1996 | Hitnotering: 18-05-1996 t/m 01-06-1996 | Hitnotering: 18-05-1996 t/m 01-06-1996 |
| Week                                   | 1                                      | 2                                      | 3                                      |                                        |
| -------------------------------------- | -------------------------------------- | -------------------------------------- | -------------------------------------- | -------------------------------------- |
| Positie                                | 47                                     | 46                                     | 50                                     | uit                                    |

### NPO Radio 2 Top 2000
| Nummer met noteringen in de NPO Radio 2 Top 2000 | '14  | '15  | '16  | '17  | '18  | '19  | '20  | '21  | '22  | '23  | '24  |
| ------------------------------------------------ | ---- | ---- | ---- | ---- | ---- | ---- | ---- | ---- | ---- | ---- | ---- |
| Tonight, Tonight                                 | 1517 | 1758 | 1777 | 1770 | 1716 | 1778 | 1823 | 1891 | 1891 | 1894 | 1956 |

1. ↑  Een vetgedrukt getal geeft de hoogste notering aan.
2. ↑  2014 was het eerste jaar met een notering voor dit nummer.